# Championnats du monde de trampoline 1965
Navigation
Londres 1964 Londres 1966
Les 2e championnats du monde de trampoline ont eu lieu à Londres en Angleterre le 30 janvier.

## Podiums
| Épreuves              | Or                                  | Argent                                             | Bronze                              |
| --------------------- | ----------------------------------- | -------------------------------------------------- | ----------------------------------- |
| Hommes                |                                     |                                                    |                                     |
| Trampoline individuel | Gary Erwin                          | Frank Schmitz                                      | Wayne Miller                        |
| Femmes                |                                     |                                                    |                                     |
| Trampoline individuel | Judy Wills                          | Beverly Averyt                                     | Nancy Smith                         |
| Mixte                 |                                     |                                                    |                                     |
| Synchro               | États-Unis Gary Erwin Frank Schmitz | Allemagne de l'Ouest Michael Budenberg Helga Flohl | Royaume-Uni Lynda Ball Barbara John |

## Tableau des médailles
| Rang | Nation               | Or | Argent | Bronze | Total |
| ---- | -------------------- | -- | ------ | ------ | ----- |
| 1    | États-Unis           | 3  | 2      | 2      | 7     |
| 2    | Allemagne de l'Ouest | 0  | 1      | 0      | 1     |
| 3    | Royaume-Uni          | 0  | 0      | 1      | 1     |